# Tenk Antal
Tenk Antal (Győr, 1938. november 19. –) a Széchenyi István Egyetem Mezőgazdaság- és Élelmiszertudományi Kar 2008-tól nyugdíjazott professzora.
Publikációinak száma: 143. (Tudományos folyóiratban megjelent 92, ebből 24 angol nyelven.)

## Életpályája
Édesanyja Félhelyes Margit, édesapja Tenk Antal.
Oktatási tevékenysége a graduális képzésben: (osztatlan képzés, BSc, MSc) agrárgazdaságtan; agrárpolitika; környezetgazdálkodás; vidékfejlesztés; posztgraduális képzésben: növényvédelmi környezetgazdaságtan; struktúrapolitika; PhD képzésben: állattenyésztés gazdaságtana; agrárpolitika
Végzettségeit, tudományos fokozatait a következő években szerezte meg: 1983 mezőgazdasági tudományok kandidátusa; 1975 mezőgazdasági üzemgazdasági szakmérnök; 1970 egyetemi doktori; 1962 okleveles agrármérnök.
Munkaviszonya: 1962-1963 „Rákóczi” Termelőszövetkezet (Halászi); 1963-1964 „Április 4” Termelőszövetkezet (Újrónafő); 1964-2008 Nyugat-magyarországi Egyetem Mezőgazdaság- és Élelmiszertudományi Kar (és jogelődjei); 1964-1970 egyetemi tanársegéd; 1970-1982 egyetemi adjunktus; 1982-1992 egyetemi docens; 1992-2008 egyetemi tanár; 2009- Professor Emeritus.
Oktatásszervezési feladatok, melyekben részt vett: 1982. közreműködött a „Vállalkozásszervező Szakmérnöki szak” tantervének kidolgozásában; 1985. közreműködött az Egyetem „alternatív blokkos” képzésének a kialakításában; 1992. a dunaszerdahelyi kihelyezett főiskolai képzés megszervezése és tantervének elkészítése; 1993. hét új szak tantervének elkészítése, illetve akkreditációjának előkészítése; 1993. közreműködött az Állattudományi Doktori Iskola kialakításában; 1994. a három osztatlan képzési szak beindítása; 1993-2014. a Doktori Iskola agrárökonómiai programjának a vezetése; 1994. a Kar első akkreditációs anyagának elkészítése; 1996. a „Mezőgazdasági Szaktanácsadói Szakmérnöki Szak” tantervének előkészítése, a Szak akkreditációja; 1999. a kari Mintagazdasági Hálózat tervének, illetve működési szabályzatának elkészítése; 1999. Élelmiszertudományi Kar akkreditációs anyagának elkészítése; 2002. az Egyetem egységes kreditrendszere (NEPTUN) kidolgozásának irányítása; 2003. a bolognai-rendszerű képzés bevezetésének előkészítése; 2007. a Kar második akkreditációs anyagának elkészítése.
Vezetői megbízásai: 1985-2000 oktatási dékánhelyettes; 1989-2004 intézetigazgató; 1994- 2004 tanszékvezető; 2001-2003 oktatási és intézményfejlesztési rektorhelyettes; 2002 Mb. főigazgató (Győr)

## Kutatási területe
1975-1985 Mezőgazdasági vállalatok belső kapcsolatrendszerének (ágazati kapcsolatok) vizsgálata, a kapott eredmények publikálása (pl. kandidátusi disszertáció; könyv-, illetve könyvrészlet írása). 1993-2014 Állattudományi Doktori Iskola 5. sz. alprogramjának-, illetve az abban fokozatot szerző hallgatók tudományos vezetője. 2004-2007 NKFP program közreműködője, illetve a belőle készült kiadványok (könyvek) társszerzője. 2005-2009 Tudományos Konferenciák szervezése (Gazdálkodás 50. éves jubileumi konferenciája, 2007; PhD hallgatók országos tudományos konferenciája, 2005, illetve 2009.). 2009-2011 TÁMOP 4.2.3 program szakmai vezetője.

## Szakmai-társadalmi tevékenysége
Szakmai-társadalmi tevékenysége: 1972-1978 Kari TIT Hallgatói Szervezet elnöke; 1978-1985 MEDOSZ Kari Szakszervezeti Bizottság titkára; 1982-1985 MEDOSZ Egyetemi Szakszervezeti Tanács elnöke; 1998-2000 Egyetemi Oktatási-Nevelési Bizottság elnöke; 1989-1994 MTA VEAB Agrárökonómiai Munkabizottság titkára; 1990-2000 Külhoni Magyar Hallgatókért Alapítvány Titkára; 1994-2013 MTA VEAB Agrárökonómiai Munkabizottság elnöke; 1998-2008 MTA Agrár-közgazdasági Bizottság tagja; 1999-2001 Mosonmagyaróvári Mezőgazdasági Szakemberek Klubjának az elnöke; 1999-2011 GAZDÁLKODÁS Szerkesztő-bizottságának tagja; 2003-2013 VIVAT ACADEMIA Szerkesztőbizottságának tagja; 2005-2010 Óvári Gazdászok Szövetségének elnökségi tagja; 2007-2010 Egyetem Minőségbiztosítási Bizottságának tagja, illetve a Kari Bizottság elnöke.
Szakmai-kulturális közéleti munkássága: 1965-1978 Társadalmi szakoktató képzés (TIT előadóképzés) szervezése; 1972 TIT Hallgatói Szervezet létrehozása; 1974-1985 Kultúrakapcsolatok létrehozása és azok menedzselése a Nyitrai Agrártudományi Főiskolával; 1990-2000 Külhoni Magyar Hallgatók karácsonyestjeinek szervezése; 1996-2002 Nemzetközi Kórusfesztiválok szervezése; 2002-2014 Kari Adventi Hangversenyek szervezése; 2003 Egyetemi Hallgatói Művészeti Napok szervezése; 2013 Hensch-szobor állítása; 2014 Masch-szobor állítása.

## Díjai, elismerései
- 1968: Mezőgazdaság kiváló dolgozója
- 1972: TIT Kiváló Dolgozója
- 1972: Társadalmi Munkáért Oklevél
- 1976: TIT Aranykoszorús Jelvény
- 1978: TIT Aranykoszorús Jelvény
- 1984: Kiváló Munkáért
- 1984: SZOT Oklevél
- 1986: Szakszervezeti Munkáért (arany fokozat)
- 2003: Péterfy Sándor-díj
- 2004: A Magyar Érdemrend tisztikeresztje;[1]
- 2004: Apáczai-emlékérem (arany fokozat)
- 2004: A Nyugat-magyarországi Egyetem Kiváló Oktatója
- 2005: Pro Urbe Mosonmagyaróvár díj
- 2007: Word Food Day 2007 Medal (FAO Díj)
- 2008: Nyitrai Szlovák Agrártudományi Egyetem Emlékérme
- 2008: Nyitrai Szlovák Agrártudományi Egyetem EU Oktatási és Vidékfejlesztési Karának aranyérme
- 2008: Győr-Moson-Sopron megyei Közgyűlés Elismerő Oklevele
- 2009: Apáczai Csere János-díj
- 2009: Révai-emlékérem
- 2013: Wittmann Antal-díj
- 2014: Lajta Hanság Emlékérem
- 2014: Óvári Gazdászok Szövetségének Emléklapja
- 2018: A Magyar Érdemrend középkeresztje
- 2020: A Magyar Kultúra Lovagja, pedagógusi életművéért[2]

## Legfontosabb publikációi

### Könyvek, könyvrészletek
- Tenk Antal: Az ágazati kapcsolati mérleg alkalmazása a mezőgazdaságban. Mezőgazdasági Kiadó. Budapest, 1985. 152 pp.
- Tenk Antal (társszerző): Költség és haszon a mezőgazdaságban. Mezőgazdasági Könyvkiadó. Budapest, 1986. 186-196. pp.
- Tenk Antal (szerkesztő): Agricultural challenges and EU enlargement. Competitor-21 Publisher Ltd. Győr, 1998. 290 pp.
- Tenk A. (társszerző): Vertikális termékpályák – Tej, gabona és hús. Agroinform Kiadó.  Budapest, 204 – 280 pp.
- Tenk Antal: Dicső múltunk I. – A Magyaróvári Gazdasági Akadémia XIX. századi fénykorszaka és nagy tanári kara (1818-1918). Tarandus Kiadó. Győr, 2017.
- Tenk Antal: Dicső múltunk II. – A magyaróvári agrárfelsőoktatás második száz éve. A nagy átalakulások évszázada (1918-2018). Palatia Nyomda és Kiadó Kft. Győr, 2018.

### Folyóiratcikkek
- Salamon L. – Tenk A. (1979): A cukorrépa-betakarítás néhány szállítás-szervezési kérdése GAZDÁLKODÁS, XXIII. évfolyam, 2. sz., 9-16. pp
- Tenk A. (1980): Az input-output analízis felhasználásának néhány lehetősége a mezőgazdasági vállalat tevékenységének elemzésében. Mosonmagyaróvári Mezőgazdaságtudományi Kar Közleményei. XXII. évfolyam 10. szám
- Tenk A. (1981): Módszer az önköltségszámításra. Az ágazati kapcsolati mérlegek MEZŐGAZDASÁGI TECHNIKA. Budapest, 1981. XXI. évf. 3. sz. 26 pp.
- Adott húskibocsátási struktúrához tartozó takarmányszükségletek kiszámítása ágazati kapcsolati mérlegből. GAZDÁLKODÁS. 1981. 8 sz. 33-36 pp.
- Tenk A. – Markovszky Gy.     (1992): A gazdálkodás gyakorlatából: A vállalat átalakulásának hatása az     érdekeltségi viszonyokra egy termelőszövetkezet példáján. Gazdálkodás,     XXXVI. évfolyam 8. sz. 63-65. pp.
- Tenk A. – Markovszky Gy. (1993): A Csopak Szövetkezeti Rt. két évvel az átalakulás után. Gazdálkodás, XXXVII. évfolyam 8. sz. 38-42. pp.
- Tenk A. – Hollósi E. –  Nagy Z. (1998): A nagyüzemi tejtermelés helyzete és jövőbeni lehetőségei a Kisalföldön. Gazdálkodás, XLII. évf. 4. sz., 70-77 pp.
- Goda M. – Tenk A. – Pogonyi T. (2000): A marhahús címkézés rendszere az EU-ban. Gazdálkodás, XLIV. évfolyam 3. sz. 47-56. pp.
- Tenk A. – Reisinger P. – Cser J. (2000): Mintagazdaságok szerepe a mezőgazdasági szaktanácsadásban. Gazdálkodás, XLIV. évfolyam 5. sz. 54-62. pp.
- Varga A. – Tenk A. – Farkas L. (2000): A beszállítók minősítése az élelmiszeripari minőségbiztosítási rendszerben. Gazdálkodás, XLV. évfolyam 2. sz. különlenyomat 57-63. pp.
- Tenk A. – Kalmárné Hollósi E. – Kalmár, Sándor (2001): Role and significance of Fruit and vegetable     wholesale markets in Hungary. Gazdálkodás, Vol. XLV. Special edition No.3.     68-75. pp.
- Szathmári L. – Tenk A. (2001):  Fish production and marketing in Hungary. Gazdálkodás, Vol. XLV. Special     edition No.3. 58-67.pp.
- Gergely I. – Tenk A. –     Szentirmai A. (2004): Növénytermelő Kft. jövedelmének várható alakulása az  EU-ban. Gazdálkodás, XLVIII. évfolyam 2. sz., 26-33. pp.
- Tenk A. (2004): Óvár növekvő szerepe a Szigetköz-kutatásokban. Gazdálkodás, XLVIII. évfolyam 2. sz. 87-89. pp.
- Tenk A. – Kalmárné Hollósi E. –     Káldi J. (2004): Experience of the coordination of fruit and vegetable     production and marketing in Hungary. Gazdálkodás, Vol. XLVIII. Special  edition No.8. 128-137. pp.
- Szathmári L. – Tenk A. (2004): A tógazdasági haltermelés szerkezetének elemzése. Gazdálkodás, XLVIII. évfolyam 1. sz. 41-46. pp.
- Nagy Z. – Tenk A. (2005): Edifications for Hungary based on the aspects of the Canadian Dairy Sector’s structure and operation. Gazdálkodás, XLIX. évfolyam 14. különkiadás, 5. p.
- Vincze J. – Tenk A. – Németh A. – Falusi B. (2007): Juhászatra specializált telepek nyeresége. Gazdálkodás, 51. évfolyam 20. különkiadás, 126-132. pp.
- Troján Szabolcs – Tenk Antal (2009): A hazai mezőgazdasági együttműködésekről a „gazdálkodás” folyóiratban II. Gazdálkodás, 53. évfolyam, 2. szám. 188-193. pp.
- Tenk A. (2011): A doktorképzés tapasztalatai Mosonmagyaróváron. Gazdálkodás, LV. évf. 5. sz. 456-464. pp.

Összes publikáció 143. Tudományos folyóiratban megjelent 92, ebből 24 angol nyelven.